# Charles-Pierre des Nos
Charles-Pierre des Nos, dit le « comte des Nos » (titre de courtoisie), né le 26 septembre 1677 à Brest et mort le 21 septembre 1747 à Charné-Ernée (au Maine), est un officier de marine et aristocrate français.

## Biographie

### Origines et famille
Charles-Pierre des Nos descend de la famille des Nos, une maison noble d'origine bretonne établie et répandue dans le Maine depuis le XVIe siècle. Cette famille a fourni plusieurs officiers supérieurs à la Marine royale française parmi lesquels son oncle, le comte de Champmeslin (v. 1653-1726), lieutenant général des armées navales.
Il est le fils de Charles des Nos, comte des Nos (v. 1645-1701), chef d'escadre et Vice-roi d'Amérique et de Madeleine Le Roy. Ses parents se marient le 4 septembre 1674 à Brest.

### Carrière dans la marine du roi
Enseigne de vaisseau en 1696, capitaine de vaisseau du roi, chevalier de Saint-Louis ; il commande le Saint-Louis, 1740, le Fleuron, 1744, le Dauphin, 20 juin 1744, et rend compte au Secrétaire d’État à la Marine Maurepas de la campagne de cette année dans un mémoire dont le ministre le remercie. Il reçoit une commission de chef d'escadre des armées navales en 1745.
Rentré sur les côtes de la Cornouaille pour s'opposer à une attaque des Anglais, il doit céder le commandement à son fils[Lequel ?] et meurt le 21 septembre 1747 à Charné-Ernée.

### Mariage et descendance
Il épouse en 1710, à Charné-Ernée, Thérèse Catherine des Nos, sa cousine germaine, décédée en 1759. De cette union naîtront Jean-Baptiste-Honoré des Nos, Gilles-Marie des Nos (†1754), capitaine de vaisseau, Nicolas-Pierre des Nos, lieutenant de vaisseau, et l'évêque Henri-Louis-René des Nos[réf. nécessaire].

### Sources et bibliographie
- André-René Le Paige, Dictionnaire topographique, historique, généalogique et bibliographique de la province et du diocèse du Maine, vol. 1, Toutain et Saugrin, 1777 (lire en ligne), p. 11
- Martine Acerra et Jean Meyer, État, marine et société, Presses de l'Université de Paris-Sorbonne, 1995
- Michel Vergé-Franceschi, Les Officiers généraux de la marine royale : 1715-1774. Origines, conditions, services, Paris, Librairie de l'Inde, 1990